# Sybra signata
Sybra signata är en skalbaggsart som först beskrevs av Benoit-Philibert Perroud 1855.  Sybra signata ingår i släktet Sybra och familjen långhorningar. Inga underarter finns listade i Catalogue of Life.